# 코니카 미놀타

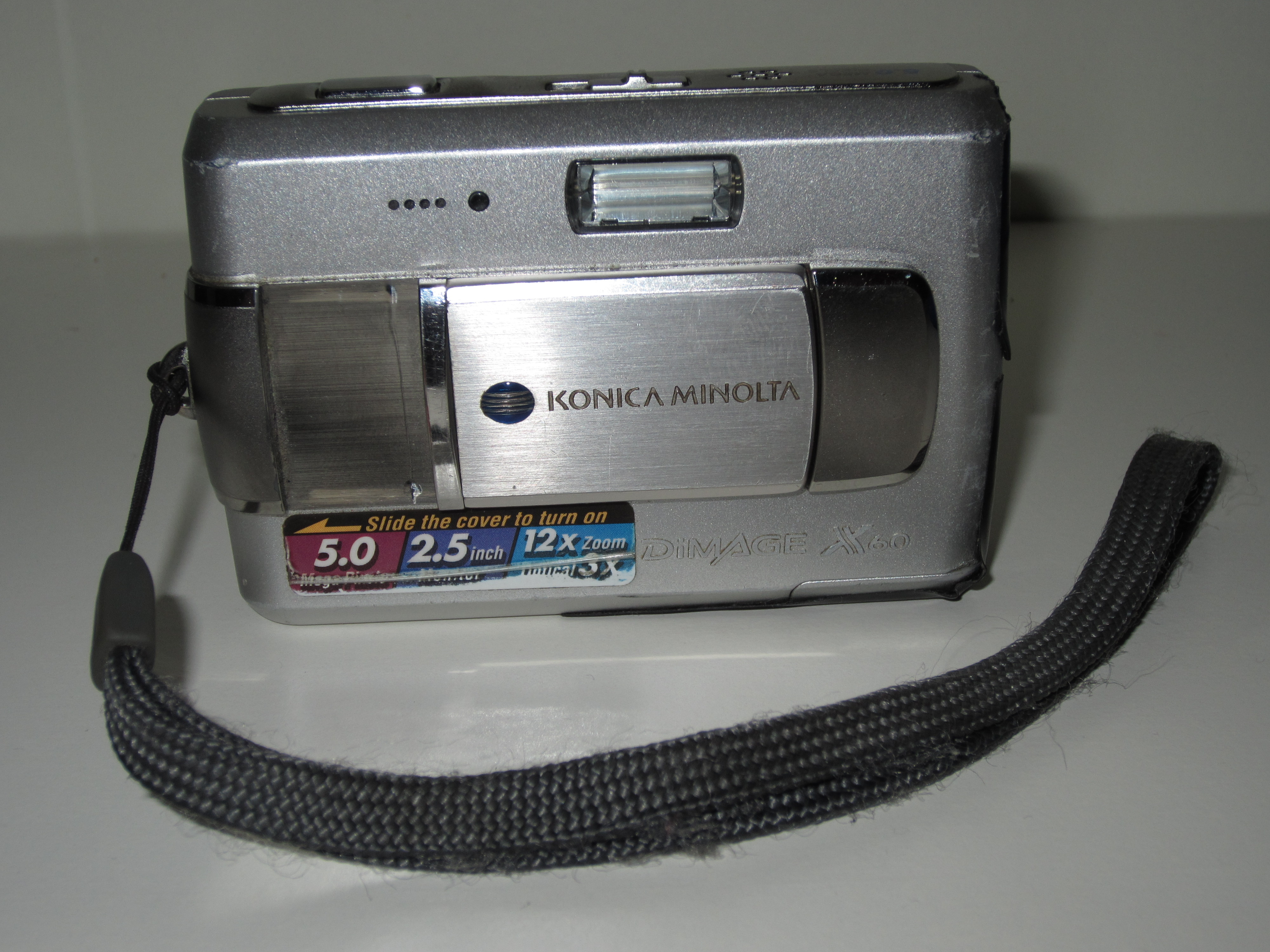
DiMAGE X60

코니카 미놀타 홀딩스 주식회사(コニカミノルタホールディングス株式会社, 도쿄: 4902)는 2003년 8월 5일, 사진기와 복사기 등의 제품을 제조하던 코니카(도쿄)와 미놀타(오사카)가 지주회사로 경영 통합을 하면서 새로이 만든 회사이다. 주로 복사기, 프린터 등의 사무용품, 렌즈, 유리 기판, 액정용 필름 등의 전자 재료를 제조 판매하고 있다. 본사는 도쿄도 지요다구 마루노우치에 있으며, 간사이 사무소는 오사카부 오사카시 니시구에 있다.
2006년 1월 19일, 코니카와 미놀타 시절부터 생산해오던 사진기 사업을 철수한다고 발표했다. 이후 같은 해 3월 31일, 사진기 사업을 접으면서 디지털 SLR 부문은 소니에 매각했다.